# Симфонический оркестр Оденсе

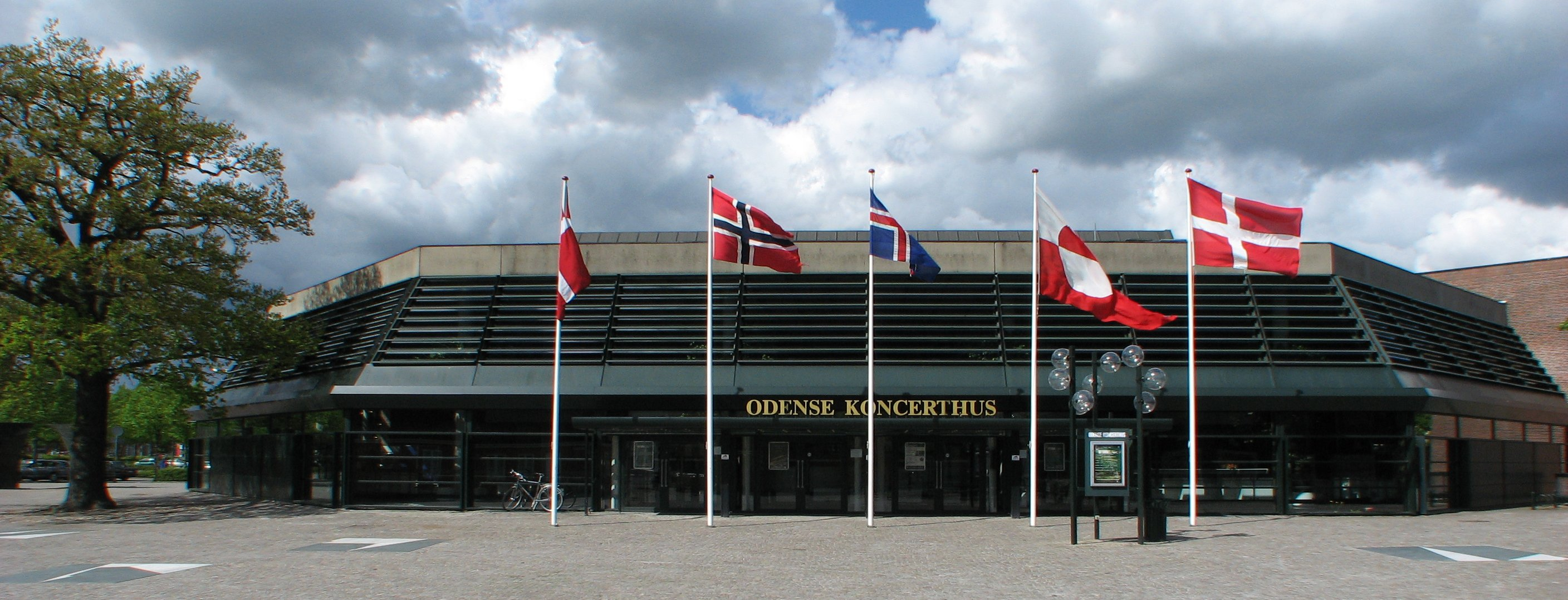
Дом концертов Оденсе

Симфонический оркестр Оденсе (дат. Odense Symfoniorkester) — датский симфонический оркестр, базирующийся в Оденсе. Основан в нынешнем виде в 1946 г., хотя в той или иной форме оркестр в городе существовал с 1800-х гг. В 1975 г. совершил первые международные гастроли. С 1982 г. выступает в новопостроенном Доме концертов Оденсе (дат. Odense Koncerthus).
С 1980 г. под патронатом оркестра проводится Международный конкурс исполнителей имени Карла Нильсена. Оркестр также обслуживает спектакли Ютландской оперы (дат. Den Jyske Opera).
Среди дирижёров, в разное время выступавших с оркестром Оденсе, — Андре Превин, Александр Лазарев, Фёдор Глущенко, Айона Браун, Густав Шёквист, Джордано Беллинкампи и др.

## Главные дирижёры
- Поуль Ингерслев-Йенсен (1946—1948)
- Арне Хаммельбё (1948—1949)
- Мартеллиус Лундквист (1949—1967)
- Кароль Стрыя (1968—1984, второй дирижёр Бёрге Вагнер)
- Тамаш Ветё (1984—1987)
- Отмар Мага (1987—1991)
- Эдуард Серов (1991—1996)
- Ян Вагнер (1997—2002)
- Пол Манн ( 2005 — 2009)
- Александр Ведерников (2009 — 2018), c 2018 года первый в истории оркестра почётный дирижёр.
- Пьер Блёз (с 2021 г.)